# Lindach (Nordrach)
Lindach ist ein Ortsteil des Luftkurortes Nordrach mit rund 40 Einwohnern.
Lindach liegt direkt an der Ortsgrenze von Zell am Harmersbach zu Nordrach. Er ist damit der südlichste Ortsteil von  Nordrach. Er liegt an der Kreisstraße K 5354 zwischen Zell und Hutmacherdobel.
1845 bestand der Ort aus einer Reihe zerstreuter Häuser mit 47 katholischen Einwohnern, die zur Kirchengemeinde Nordrach gehörten.